# Атомный Человек против Супермена
«Атомный Человек против Супермена» (англ. Atom Man vs. Superman) — американский чёрно-белый киносериал 1950 года, состоящий из 15 частей, прямое продолжение телесериала 1948 года. Экранизация комиксов о Супермене.

## Сюжет
Супермен пытается расстроить планы злодея Лютора, целью которого является завладеть таинственной монетой, символы на которой представляют для него бесконечную ценность.

## В ролях
| Актёр        | Роль                         |
| ------------ | ---------------------------- |
| Кирк Элин    | Кларк Кент / Супермен        |
| Ноэль Нилл   | Лоис Лейн                    |
| Лайл Талбот  | Лекс Лютор / Атомный Человек |
| Томми Бонд   | Джимми Олсен                 |
| Пьер Уаткин  | Перри Уайт                   |
| Джек Ингрэм  | Фостер                       |
| Дон С. Харви | Элбор                        |
| Терри Фрост  | Байер                        |
| Уолли Уэст   | Дорр                         |

## Название частей[3]
1. Superman Flies Again
2. Atom Man Appears
3. Ablaze In The Sky
4. Superman Meets Atom Man
5. Atom Man Tricks Superman
6. Atom Man’s Challenge
7. At The Mercy Of Atom Man
8. Into The Empty Doom
9. Superman Crashes Through
10. Atom Man’s Heat Ray
11. Luthor’s Strategy
12. Atom Man Strikes
13. Atom Man’s Flying Saucers
14. Rocket Of Vengeance
15. Superman Saves The Universe